# Glekia
Glekia é um género botânico pertencente à família Scrophulariaceae.
1. ↑  «Glekia — World Flora Online». www.worldfloraonline.org. Consultado em 19 de agosto de 2020